# Lonsdale (ruhamárka)
A Lonsdale egy 1960-ban alapított, klasszikus brit ruhamárka, mely sportfelszerelések, normál ruhák és lábbelik gyártásával foglalkozik. A cég a nevét Hugh Cecil Lowthertől, Lonsdale ötödik grófjától kapta, aki arról nevezetes, hogy ő szervezte az első kesztyűs bokszmeccseket Angliában. 2002 óta a márka tulajdonosa a SportsDirect, ami Magyarországon is forgalmazza. Fő termékei közé tartoznak a bokszkesztyűk, sípcsontvédők, bokszzsákok és tornacipők. Mindemellett gyártanak civil ruhákat is, így pólókat, kapucnis pulóvereket, kabátokat, rövidnadrágokat és alsóneműt. Testvérmárkája az Everlast.

## Története
1959-ben Bernard Hart profi bokszoló engedélyt kapott a Lonsdale név használatára James Lowther-től, Lonsdale 7. grófjától. 1960-ban megnyílt az első Lonsdale-üzlet Londonban. A márka hamar az angol divat egyik népszerű darabja lett. Olyan hírességek viselték nyilvánosan a márkát, mint Paul McCartney, Gregory Peck, Anthony Quinn és Tony Curtis, valamint számos sportoló használta, így például Muhammad Ali, Sugar Ray Robinson, Lennox Lewis, James DeGale, Carl Froch, vagy Mike Tyson. A Lonsdale az 1990-es években kezdett terjeszkedni Európában és Ausztráliában is. 2002-ben a SportsDirect felvásárolta.
A 2000-es évek elején a Londsale márka rövid idő alatt nagy népszerűségre tett szert az európai szélsőjobboldali szkinhedek és neonácik között, különösen tüntetések, zavargások és más politikai megmozdulások során. A kétes népszerűség oka egy egyszerű véletlen volt: A Lonsdale szóban megtalálhatóak az NSDA betűk, melyek egy betű híján kiadják az NSDAP rövidítést, melynek jelentése: Nemzetiszocialista Német Munkáspárt, Adolf Hitler pártja. Így ha megfelelően veszik föl a pólót/pulóvert a kabát alá, akkor csak az NSDA betűk látszanak ki, tehát így az önkényuralmi jelképek használatát korlátozó törvény megsértése nélkül tudták kifejezni szimpátiájukat a nácizmussal. Ez a fajta viselésmód hamar elterjedt többek között Hollandiában, Belgiumban, Észak-Franciaországban, Spanyolországban és Németországban. A márka viselése a magyar szélsőjobboldal körében is elterjedt volt, például a 2006 őszén zajlott tüntetéssorozat alatt. Hollandiában és Franciaországban a márka viselését több iskolában és futballstadionban is betiltották. A Lonsdale 2004-ben maga is elismerte, hogy németországi vásárlóik körülbelül 12 százaléka szélsőjobboldali radikális.
A Lonsdale gyártója elhatárolódott a szélsőséges mozgalmaktól, és 2003-ban nagyszabású antirasszista reklámkampányba kezdtek, mint például színesbőrű modellek használata, és az LMBT-közösség melletti kiállás. Ennek köszönhetően a szélsőségesek mára többnyire leszoktak a márka viseléséről. Több neonáci aktivista a kampány hatására nyilvánosan égette el Lonsdale-ruháit.

## Fordítás
Ez a szócikk részben vagy egészben  a   Lonsdale (clothing) című angol Wikipédia-szócikk ezen változatának fordításán alapul.  Az eredeti cikk szerkesztőit annak laptörténete sorolja fel. Ez a jelzés csupán a megfogalmazás eredetét és a szerzői jogokat jelzi, nem szolgál a cikkben szereplő információk forrásmegjelöléseként.